# محمدتقی آل سیدغفور
سید محمدتقی آل سیدغفور (زاده ۱۳۳۴ شوشتر) سیاستمدار ایرانی و نماینده دور اول مجلس شورای اسلامی از حوزه انتخابیه خوزستان (شوشتر) بوده‌است.
او با تعداد ۲۹٬۱۸۷ رأی برابر با ۵۶٫۶۰ درصد آراء به مجلس راه یافت.